# Charles Dillon Perrine
Charles Dillon Perrine (28. července 1867 – 21. června 1951) byl americký astronom.

## Životopis
Narodil se ve Steubenville v Ohiu. Jeho otec Peter byl pastor. Po maturitě v roce 1884 se přestěhoval do Alamedy v Kalifornii, kde pracoval jako účetní.
V letech 1893 až 1909 působil na Lickově observatoři v Kalifornii. Poté se přestěhoval do argentinské Cordoby, kde přijal místo ředitele Argentinské národní observatoře. Observatoř pod jeho vedením uskutečnila první pokusy o prokázání Einsteinovy teorie relativity astronomickým pozorováním odklonu světla hvězd v blízkosti Slunce při zatmění.
Kromě toho objevil několik planetek a měsíců.
V roce 1897 mu Pařížská akademie věd udělila Lalandovu cenu a zlatou medaili. V roce 1902 byl prezidentem Tichomořské astronomické společnosti a v roce 1904 byl zvolen členem Královské astronomické společnosti. V následujícím roce obdržel čestný titul doktora věd na Santa Clara College (dnes Santa Clara University).
V roce 1942 odešel do důchodu. Žil ve městě Cordoba, ve kterém strávil část života. Následně se přestěhoval do Villa General Mitre, kde 21. června 1951 ve věku 83 let zemřel.